# Клукгон, Август
Август Клукгон (нем. August Kluckhohn; 1832—1893) — немецкий историк. Профессор в Мюнхене и Гёттингене (1883—1893). Член немецкой академии наук.

## Биография
Клукгон учился истории в Гейдельбергксом и Гёттингенском университете. В 1858, уже в качестве профессора истории, переехал в Мюнхен, став редактором критической части местного исторического журнала.
В 1860, будучи лектором, читает историю в университете Мюнхена.
В 1865 получает должность адъюнкт-профессора, а уже в 1869 звание почетного профессора .
В 1883 становится ординарным профессором.
В 1886 у него рождается сын Павел.

## Работы
- «Geschichte des Gottesfriedens» (Лейпциг, 1857);
- «Herzog Wilhelm III von Bayern» (в «Forschungen zur deutschen Geschichte», т. 2, Геттинген, 1861);
- «Ludwig der Reiche, Herzog von Bayern» (Нердлинген, 1865);
- «Friedrich der Fromme, Kurfürst von der Pfalz» (Нердлинген, 1879)
- «Blücher» (1879)
- «Vorträge und Aufsätze »(Heigel and Wrede, Munich, 1894) и др., а также ряд статей по истории Пфальца и народного образования в Баварии, в изданиях мюнхенской академии наук.